# 中央军民融合发展委员会办公室
中央军民融合发展委员会办公室，简称中央军民融合办，是中央军民融合发展委员会的办事机构，列入中共中央直属机构序列。

## 沿革
1954年《中华人民共和国宪法》颁布后, 中华人民共和国国家体制渐趋完善。苏联顾问班可夫于1955年1月提出了在中华人民共和国国家计划委员会（简称“国家计委”）成立“军事经济计划局”的建议，获得中共中央采纳，于1955年11月由国家计委组团，到苏联就国民经济动员建设进行一个多月的参观学习，由此开始全面创立中华人民共和国国防动员体制。国家计委根据考察团的建议和动员工作的需要, 向国务院提出《关于建立经济动员计划机构的报告》、《关于各有关部门动员机构和编制动员工作长远计划问题的报告》，经国务院批转, 政府经济部门很快自上而下建立起专门的动员机构。国家计委于1956年成立国家计划委员会国民经济动员局，负责接受军队在经济动员方面的需求，制定动员能力增长的长期计划和战时动员年度计划，确定国家储备和动员储备，统筹安排经济领域的动员工作，对国务院所属部委的动员局（处）进行工作指导。同时国家经委成立经济动员计划检查处，负责检查和平时期为动员任务进行的生产准备和基本建设的进展情况。同年7月，铁道部、邮电部均设立动员局；一机部、二机部、冶金部、交通部、纺织部、电机制造部均在计划司下设动员处；化工部、煤炭部、石油部、电子部在有关的司设专职干部负责经济动员管理工作；二级部各司设动员计划处（科），大部分军工企业设动员计划科。上述动员机构接受国家计委国民经济动员局的工作指导。
后来，成立国家计划委员会国防司，负责国民经济动员工作。1998年3月国务院机构改革时，原中华人民共和国国防科学技术工业委员会改组为中国人民解放军总装备部，另成立一个属政府部门的中华人民共和国国防科学技术工业委员会。将原国防科学技术工业委员会管理国防工业的职能、国家计委国防司的职能，以及各军工总公司承担的政府职能，统归新组建的国防科学技术工业委员会管理。
1998年3月国务院机构改革中，中华人民共和国国家计划委员会改为中华人民共和国国家发展计划委员会，下设国家发展计划委员会国民经济动员办公室。
2003年，中华人民共和国国家发展计划委员会改组为中华人民共和国国家发展和改革委员会，下设国家发展和改革委员会国民经济动员办公室。
2014年前后，更名为国家发展和改革委员会经济与国防协调发展司（简称“国家发改委国防司”）。
2017年，中央军民融合发展委员会成立，办事机构是中央军民融合发展委员会办公室，国家发改委国防司职责并入中央军民融合办。原国家发展和改革委员会经济与国防协调发展司司长王树年任秘书局（人事局）局长。
2019年初，国家发展改革委恢复组建经济与国防协调发展司。

## 机构设置
根据《中央军民融合发展委员会办公室职能配置、内设机构和人员编制规定》，中央军民融合办设置下列机构：

### 内设机构
- 秘书局（人事局）
- 战略规划局
- 协调局
- 政策法规局

### 直属事业单位
- 军民融合发展促进中心

## 历任领导
| 主任 - 张高丽（2017年—2018年） - 韩正（2018年—？） | 副主任 - 金壮龙（2017年—2022年7月，常务副主任，正部长级） - 孙绍骋（2018年—2022年4月，退役军人事务部部长兼） - 王树年（2018年—？） - 裴金佳（2022年—，退役军人事务部部长兼） - 雷凡培（2022年7月—？，常务副主任，正部长级） - 尹卫军（2024年11月—） - 邵新宇（2025年4月—，常务副主任，正部长级） |